# Le Noyau
Pour les articles homonymes, voir Noyau.
 (mars 2017).

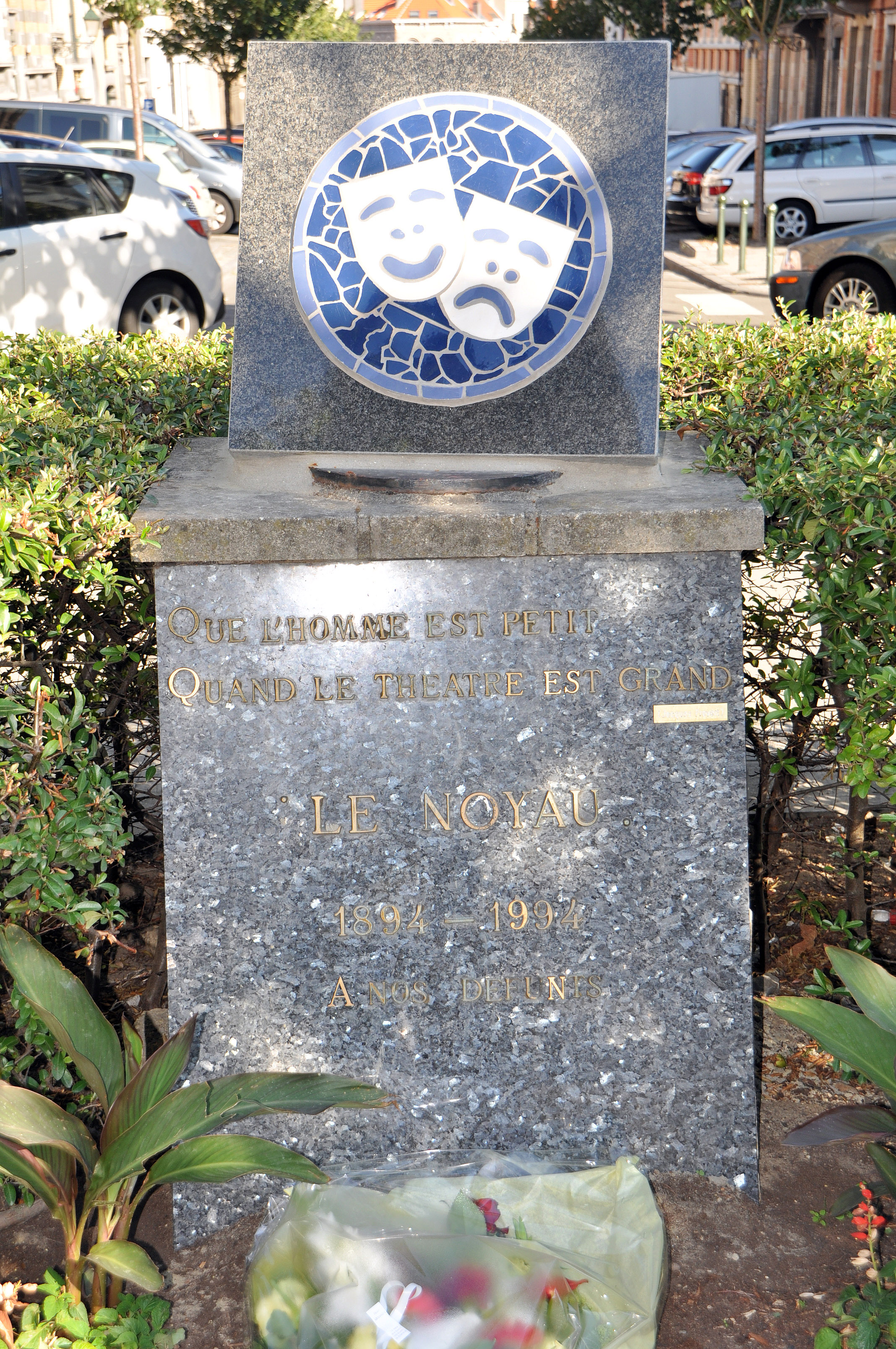
Stèle commémorative du Noyau inaugurée par le bourgmestre d'Etterbeek Vincent De Wolf, le Président du Noyau Jacques De Klerck et le vice-Président Roland Delsaux le 6 mai 1994 sur la place Saint-Antoine.

Le Noyau est une troupe de théâtre amateur etterbeekoise constituée en asbl, dont l'art dramatique se distingue par ses créations originales surnommées « fantaisies musicales ».
Cette société royale et centenaire produit chaque année un spectacle d'un genre unique à Bruxelles.

## Histoire
Le cercle dramatique Le Noyau est né à Bruxelles en 1894. En 1919, le cercle fête son 25e anniversaire et reçoit le titre de « société royale ».
La Seconde Guerre mondiale met en veilleuse les activités du cercle et l’empêcha de célébrer ses 50 ans.
En 1963, une nouvelle équipe reprend le flambeau, installe son siège à Etterbeek et se spécialise dans le grand spectacle de variétés. Petit à petit, il se forge une réputation dans le show musical. Chaque année depuis 1963, le Noyau crée un spectacle original – baptisé show – soutenu par un orchestre d'une dizaine de musiciens, alliant avec bonheur chansons, sketchs et danses, dans des costumes chatoyants et des décors somptueux.
En 1986, le Noyau devient membre de l’Association Bruxelloise et Brabançonne des Compagnies Dramatiques. Il est mis à l'honneur pour ses 20 ans d'affiliation et reçoit à ce titre un brigadier lors de la soirée de Gala du 6 octobre 2007 organisé par l'ABCD à l'Espace Delvaux.
A l'occasion de son 100e anniversaire, la commune d'Etterbeek sous le maïorat du Bourgmestre Vincent De Wolf autorise et organise l'implantation d'une stèle à la mémoire des anciens. La pierre commémorative cite Jacques Prévert : « Que l'homme est petit quand le théâtre est grand ».  La stèle est implantée au centre de la place Saint-Antoine, devant l'église paroissiale Saint-Antoine de Padoue à Etterbeek.  
Le Noyau devient asbl en publiant ses statuts au Moniteur belge le 14 janvier 1999[source insuffisante].
L'association officialise son objet :
- la représentation de spectacles de théâtre et de variété ;
- l'aide à toutes œuvres philanthropiques et de bienfaisance, sans distinction aucune.

Son siège social est établi à Etterbeek.
Le 21 juillet 2001, Le Noyau est invité par le Service Historique de la police, et participe en habit d’époque au défilé militaire national dans le cadre de l'évocation historique de l’évolution des services de police en Belgique depuis les révolutions Brabançonne et Liégeoise à nos jours. Le 8 septembre 2012, le Noyau est invité par la commune d'Etterbeek pour une réception dans le cadre de son 50e show.

## Activités
Le show du Noyau est l'activité principale du cercle. Un spectacle qui s'écrit et se monte par les membres bénévoles de la troupe.
Chaque année, entourée de douze musiciens, la troupe de théâtre présente une fantaisie musicale. Il s’agit d’un concept novateur: un genre de comédie musicale qui rassemble chants, sketchs et danses autour d’une histoire inventée de toutes pièces par la troupe. Depuis plus de 50 ans, le Noyau défend ce type de spectacle baptisé SHOW. Tous les chants sont interprétés en direct et sont accompagnés par un orchestre.  Du metteur en scène à l’hôtesse d’accueil, en passant par les acteurs, danseuses, techniciens, couturières, responsables du bar... tous sont bénévoles. Ballet, costumes, décors, jeux de lumières mettent en valeur la création annuelle de la troupe. Son succès, il le doit à l’investissement de ses membres qui se sont succédé depuis 1894 et qui travaillent tous bénévolement avec un seul objectif : divertir son public. Il a par ailleurs le privilège de proposer son spectacle dans une ambiance café-théâtre qui ravit ses fidèles spectateurs.
Outre son spectacle annuel, le Noyau peut organiser des variétés « à la carte » pour toutes occasions, à la demande de cercles ou associations soucieux de distraire leurs membres ou protégés.
La devise du Noyau : « Art-Plaisir-Charité » l'incline à offrir[style à revoir] ses spectacles ou variétés à des associations caritatives.
En 2017[Quand ?], le spectacle tournait autour de l'univers de Robin de bois avec pour titre Robin de bois ou presque.